# ボンバーマン'93
『ボンバーマン'93』（ボンバーマンきゅうじゅうさん、BOMBER MAN '93）は、1992年12月11日に日本のハドソンから発売されたPCエンジン用アクションゲーム。

## 概要
『ボンバーマンシリーズ』第6作目、そしてPCエンジン用ソフト第2作目。基本的なゲームシステムは前作『ボンバーマン』（1990年）を踏襲しており、主人公や一部の敵の姿などグラフィックも前作から受け継いでいる。また、本作からバトルゲームにおいてコンピュータとの対戦が可能となり、1人でも対戦できるようになった。また「ボムキック」、「ラインボム」といった新アイテムも加わっており、いずれも以後のシリーズ作品に採用されている。
開発はハドソンが行い、一部スタッフは前作から引き継ぐ形でディレクターは藤原茂樹、ゲーム・デザインは桑原司、音楽は竹間淳が担当した。
2006年に欧米にてWii用ソフトとしてバーチャルコンソールにて配信された他、2016年には日本と北米にてWii U用ソフトとしてバーチャルコンソールにて配信された。
アメリカ合衆国のゲーム誌『エレクトロニック・ゲーミング・マンスリー』において、1993年度の全PCエンジン用ソフトの中からベストゲームに選出された。
後に続編となる『ボンバーマン'94』（1993年）が発売された。

## ゲーム内容

### ゲームモード
ノーマルゲーム（NORMAL GAME）
一人用のゲームモード。エンディングを目指し、ステージを順番にクリアしていく。
バトルゲーム（BATTLE GAME）
1〜5人でプレイできる対戦モード。
VSゲーム（VS GAME）
PCエンジンGTを使用する、2人プレイ専用の対戦モード。

### ノーマルゲーム
ゲームシステムは基本的に前作『ボンバーマン』と同じだが、ステージ数は全部で56と前作より少ない。また以下のような追加要素もある。
- ステージ中にトラップ（仕掛け）が登場するようになった。
- 前作はブロックが規則的に並んだステージばかりだったが、本作ではハードブロック（破壊不可能なブロック）が繋がるなどした変則的な地形のステージが登場するようになった。
- ステージによってはアイテムが複数配置されるようになった。
- 爆風2発分の耐久力を有する雑魚キャラクターが登場するようになった。
- ステージの敵を全滅させるとアイテムが隠れているソフトブロックが光る。

### トラップ
ステージ中の仕掛けで、ノーマルゲームだけでなくバトルゲームにも登場する。すべてボンバーマンだけが利用でき、敵がこれらを動かしたり利用したりすることはない。
ワープホール
上に乗ると吸い込まれ、別のワープホールに移動することが可能。ノーマルゲームに限り、ワープ後数秒間の無敵時間が発生する。爆弾をワープさせることはできない。
ノンセットタイル
細かいタイルが敷き詰められた床。この上でIボタンを押しても、警報音が鳴って爆弾を設置することができない。またボムキックで蹴り飛ばした爆弾を通過させることも不可能で、これに当たると止まってしまう。
リターンブロック
破壊しても一定時間で元通りに再生するブロック。
ドア
矢印のついたブロックと球状のゲートで構成された回転ドア。決まった範囲を左右どちらにも回転するものと、時計回り・反時計回りのどちらか一方に360度回転するものがある。可動範囲に敵や爆弾などの障害物があると回すことができない。
ベルトコンベアー
動く床。ボンバーマンだけでなく、設置した爆弾も動いている方向に流してしまう。

### バトルゲーム／VSゲーム
こちらも基本的に前作と同じであるが、以下のような本作からの相違点もある。
- コンピュータを入れることが可能になった。
- 1人でも遊べるようになったため、マルチタップ無しでプレイできるようになった[3]。
- アイテムにボムキック、ラインボムが加わった。
- ステージが選べるようになった。ステージによっては上記のトラップが登場する。
- プレイヤーが倒されると、そのプレイヤーの取得したアイテムがステージ中にばら撒かれるようになった。
- 残り1分を切ると左上から時計回りに「プレッシャーブロック」が出現し、対戦エリアが狭まっていくようになった。
- 前作ではドクロアイテムが出現しないように選択できたが、今作は選択できない。
- 前作では対戦人数が少ないときは敵キャラクターも出現したが、今作では出現しない。

なおVSゲームはコンピュータの参加とステージの選択が出来ないようになっている。

### アイテム
- 爆弾数UP

セットできる爆弾の上限が増える。最大で10個まで設置可能。
- 火力UP

火力が上がる。最大で5ブロック分まで伸びる。バトルゲームでは初期値が1段階分高い。
- 快速シューズ

移動スピードが上がる。最大で3段階までアップさせられる。バトルゲームでは初期値が1段階分高い。
- リモコン

設置した爆弾をIIボタンで任意に爆破できる。
- 壁通過

破壊可能な壁を通過できる。
- 爆弾通過

爆弾をすり抜けられる。
- 復活

ミスをしても1度だけその場で復活できる。
- 1UP

ストックが増える。
- 時計

敵がしばらく停止する。
- 耐火スーツ

一定時間、爆風に触れてもミスにならなくなるが、効果が発動している間に敵に触れると復活アイテムを取っている状態でも1発でミスになってしまう。
- ダウンシューズ

移動スピードが1段階下がる。初期スピードより遅くはならない。
- フルーツ

得点が入る。
- ボムキック

爆弾を蹴ることができる。
- ラインボム

セットできる分の爆弾を前方方向へ一気に並べて配置する。前方方向に敵や壁などの障害物がある場合はその手前まで配置される。

## 設定
ノーマルゲームには以下のストーリー設定およびステージ構成が存在する。またバトルゲームのステージ構成に関しても以下を参照。

### ストーリー
宇宙銀河管理局のマザーコンピュータの重要なチップがブラックボンバーマンと6人の悪者たちに奪われてしまい、宇宙銀河管理局の機能が停止した。そこで宇宙銀河連邦警察No.1の凄腕刑事、ボンバーコップに出動命令が下された。奪われたチップを取り返し、6つの星からなる「マゼラン銀河系」を救うためにボンバーコップの決死の追跡が始まった。

### ステージ構成
全部で7つのラウンドがある。各ラウンドにはそれぞれ8つのステージがあり、8ステージ目にはボスが待ち構えている。ボスを倒して8ステージ目をクリアすると、アニメのアイキャッチのような一枚絵が挿入される演出がある。なお最終ラウンドである「ジェネシススター」は開始直後のラウンドマップでは表示されておらず、説明書でもその存在が伏せられていた。
トラップの詳細については後述する。
ラウンドA　アジアンスター
暗黒の星。ボスはモンガー。このラウンドにはトラップは登場しない。時おり稲光のように画面が光り輝く演出がある。
ラウンドB　ブラジラスター
ジャングルの星。ボスはザンコクラン。ワープホールが初登場するほか、前述の変則的な地形のステージや大型のザコも出てくるようになる。
ラウンドC　ザウルススター
火山の星。ボスはプテラノン。ノンセットタイルが初登場する。
ラウンドD　デューンスター
砂漠の星。ボスはガバラ。リターンブロックが初登場する。
ラウンドE　アクエリアスター
水の星。ボスはカニゴゼン。ドアが初登場する。地面が水で満たされているため、ここではボンバーマンの足音がバシャバシャという水音になる。
ラウンドF　クリスタルスター
氷の星。ボスはヒバドン。ベルトコンベアーが初登場する。床も氷になっているが、滑るようなことはない。
ラウンドG　ジェネシススター
機械の星。ボスはブラックボンバーマン。最終ラウンド。

### バトルステージ構成
全部で8つ用意されている。ちなみに説明書のステージ紹介には間違いがあり、「TOY STATE」と「ARENA」の画面写真およびトラップの説明が逆になっている。
SIMPLE MAP
緑の床と灰色のブロックで構成された、初代ボンバーマンのような背景のステージ。トラップは何もない。
TOY STATE
ブロック玩具などのおもちゃが集まったようなステージ。ドアが設置されている。
DESERT
ノーマルゲームの「デューンスター」と同じ背景の砂漠面。ワープホールがある。
NEON STREET
市街地。ソフトブロックが車になっている。ワープホールとドアがある。
COLOSSEUM
闘技場。ハードブロックが繋がった変則的な地形になっており、ノンセットタイルがある。
SPACE
宇宙ステーションを思わせるステージ。時おり床の下を流れ星が通過する。変則的な地形で、ワープホールとベルトコンベアーがある。
GREAT SKY
雲のようなブロックで構成されたステージ。ドアとリターンブロックがある。
ARENA
多数のボンバーマンが周りで観戦する試合場。ベルトコンベアーがある。

## 敵キャラクター
本作の敵は、原則的にそのラウンド内のみの登場となっていて、複数のラウンドに跨って登場するものは一部のザコキャラのみにとどまる。また出口やアイテムを爆破すると、そのラウンド内でそれまでに登場した敵がランダムに出現する。
マロン
ラウンドAに登場。
ロックン
ラウンドAに登場。
ポーモリ
ラウンドAに登場。
バンボ
ラウンドBに登場。
ボンバーワン
ラウンドB・Cに登場。
モグタ
ラウンドDに登場。
モンガー
ラウンドAのボス。
ザンコクラン
ラウンドBのボス。
プテラノン
ラウンドCのボス。
ガバラ
ラウンドDのボス。
カニゴゼン
ラウンドEのボス。
ヒバドン
ラウンドFのボス。

## 移植版
| No. | タイトル                      | 発売日                                    | 対応機種                                                    | 開発元   | 発売元   | メディア                              | 型式 | 備考                                                           |
| --- | ----------------------------- | ----------------------------------------- | ----------------------------------------------------------- | -------- | -------- | ------------------------------------- | ---- | -------------------------------------------------------------- |
| 1   | ボンバーマンコレクションVOL.1 | 2002年12月19日                            | Windows 98・Windows 2000・Windows Me・Windows XP            | ハドソン | ハドソン |                                       |      | 北米版「BOMBERMAN COLLECTION」と同一内容のため、海外版を収録。 |
| 2   | Bomberman '93                 | 2006年11月21日 2006年12月8日 2007年7月6日 | Wii                                                         | ハドソン | ハドソン | ダウンロード （バーチャルコンソール） | -    |                                                                |
| 3   | ボンバーマン'93               | 2016年12月28日 2017年11月30日             | Wii U                                                       | ハドソン | KDE      | ダウンロード （バーチャルコンソール） | -    |                                                                |
| 4   | Bomberman '93                 | 2020年3月19日                             | PCエンジン mini TurboGrafx-16 mini PC Engine CoreGrafx mini | ハドソン | KDE      | プリインストール                      | -    | 販売地域を問わず、北米版（TurboGrafx-16版）を収録。            |

## スタッフ
- ゲーム・デザイナー：桑原司
- プログラマー：若林哲也
- グラフィック・デザイナー：高岡史江、MC COL IWATA（岩田吉弘）、EYECATCH VOICE（小林美鈴）
- 音楽：JUN CHIKI CHIKUMA（竹間淳）
- サウンド・プログラマー：星恵太、佐藤昭洋、谷藤真紀子、KASO-RE HONMA（本間章浩）
- サウンド・ディレクター：滝本利昭
- スペシャル・サンクス：松浦浩司、 三上哲、菊池賢次、永田淳夫、青山光（青山公士）、荒井弘二、RURURIRA HIDEBO（山口英樹）
- ゲーム・ディレクター：藤原茂樹
- オリジナル・ゲーム・デザイン：中本伸一

## 評価
- ゲーム誌『ファミコン通信』の「クロスレビュー」では合計27点（満40点）[9]、『月刊PCエンジン』では95・85・90・80・85の平均87点（満100点）、『電撃PCエンジン』では85・95・95・85の平均90点（満100点）、『マル勝PCエンジン』では9・9・10・8の合計36点（満40点）、『PC Engine FAN』の読者投票による「ゲーム通信簿」での評価は以下の通りとなっており、24.72点（満30点）となっている[1]。また、この得点はPCエンジン全ソフトの中で21位（485本中、1993年時点）となっている[1]。同雑誌1993年10月号特別付録の「PCエンジンオールカタログ'93」では、ゲームシステムが前作からほぼ変更されていない事を指摘した上で、一部トラップやアイテムなどの要素が大幅に増加した事で「さらにおもしろくなった」と肯定的に評価した[1]。

| 項目 | キャラクタ | 音楽 | 操作性 | 熱中度 | お買得度 | オリジナリティ | 総合  |
| 得点 | 4.42       | 3.55 | 4.25   | 4.55   | 4.11     | 3.84           | 24.72 |

- ゲーム本『懐かしゲーム機大百科 PCエンジン完全ガイド 1987-1999』では、追加要素が多く採用されている事で「年代を超えて楽しめる作品になっている」と肯定的に評価した他、ノーマルゲームに関してはストーリー性が構築されている事やシンプルで理解しやすい点に関して「ゲームの完成度を高めている」と称賛した[2]。